# 河南經濟報
河南经济报是中華人民共和國河南省一份經濟類報紙，而且长期为河南省唯一的经济报。報紙的前身是1987年10月1日创刊的河南合作经济报，创刊初期为周報。其后更名为河南城乡经济报、河南经济日报，报纸变更为日报。2008年10月17日，报纸又更名为河南经济报。

## 外部連結
- 官方网站